# Germatyuk
Germatyuk är en ort i Azerbajdzjan.   Den ligger i distriktet Lənkəran Rayonu, i den sydöstra delen av landet, 210 km söder om huvudstaden Baku. Antalet invånare är 5 556.
Terrängen runt Germatyuk är platt österut, men västerut är den kuperad. Runt Germatyuk är det ganska tätbefolkat, med 120 invånare per kvadratkilometer.. Närmaste större samhälle är Lankaran, 4,0 km norr om Germatyuk.
Trakten runt Germatyuk består till största delen av jordbruksmark.